# واندالیا (ایلینوی)
واندالیا، ایلینوی (به انگلیسی: Vandalia, Illinois) یک شهر در ایالات متحده آمریکا با جمعیت ۶٬۹۷۵ نفر است که در ایلی‌نوی واقع شده‌است.

## موقعیت جغرافیایی
موقعیت جغرافیایی شهرها و مناطق اطراف به شرح زیر است: